# Dictyodendrilla digitata
Dictyodendrilla digitata är en svampdjursart som först beskrevs av Lendenfeld 1888.  Dictyodendrilla digitata ingår i släktet Dictyodendrilla och familjen Dictyodendrillidae. Inga underarter finns listade i Catalogue of Life.